# René Barjavel
René Barjavel, född 24 januari 1911 i Nyons, Drôme, död 24 november 1985 i Paris, var en fransk författare och en av föregångarna inom science fiction. 
Vid 18 års ålder börjar han skriva på sin första roman, Ravage, som publicerades 1943. Återkommande teman i hans verk är kaos i civilisationen som beror på krigets och teknologins vansinne. Dessutom återkom han gärna och ofta till ämnet kärlek. Hans texter är poetiska, drömmande och ofta filosofiska. Några av hans verk har sina rötter i en empirisk och poetiskt ifrågasättande av Guds existens, t.ex. La Faim du Tigré. Barjavel var mycket intresserad av hur vi förvaltar miljön som kommande generationer ska ärva av oss. Hans böcker är populära i Frankrike.
René Barjavel avled 1985 och begravdes med sina förfäder på Tarendol kyrkogård mittemot Mount Vetoux i Provence. 